# Krzysztof Kozłowski (inżynier)
Krzysztof Roman Kozłowski (ur. 28 marca 1951 w Poznaniu, zm. 10 maja 2021) – polski matematyk oraz inżynier automatyki i robotyki, profesor nauk technicznych. Specjalista w zakresie robotyki. Profesor zwyczajny i kierownik w Katedrze Sterowania i Inżynierii Systemów Wydziału Informatyki Politechniki Poznańskiej. Od 2020 członek korespondent Polskiej Akademii Nauk.

## Życiorys
Studia z matematyki ukończył z wyróżnieniem na poznańskim Uniwersytecie im. Adama Mickiewicza w 1972, a rok później uzyskał także dyplom z elektrotechniki na Politechnice Poznańskiej, gdzie następnie został zatrudniony. Doktorat z elektrotechniki obronił na Politechnice w 1979. Staż podoktorski odbył na University of California w Los Angeles (1979–1980). W ramach Deutscher Akademischer Austauschdienst odbył z kolei staż naukowy w zakresie robotyki i sterowania procesami w niemieckim Brunszwiku (1991–1992). Habilitował się w 1992 na podstawie dorobku naukowego i rozprawy pt. Modele matematyczne dynamiki robotów oraz identyfikacja parametrów tych modeli. Tytuł naukowy profesora nauk technicznych został mu nadany w 1998. Był szefem otwartego 22 maja 2019 r. obserwatorium astronomicznego SkyLab powstałego w roku stulecia Politechniki Poznańskiej.
Był członkiem szeregu polskich i zagranicznych towarzystw naukowych, m.in. European Mechanics Society oraz Poznańskiego Towarzystwa Przyjaciół Nauk. Jako profesor wizytujący pracował w Université de Nantes oraz w japońskim Kobe.

## Nagrody i wyróżnienia
- 1980, 1987: Nagroda zespołowa II stopnia Ministra Szkolnictwa Wyższego i Techniki[4]
- 1997: Srebrny Krzyż Zasługi[4]
- 2003: Honorowy Profesor Budapest Tech. (2003)[4].
- 2004: Nagroda zespołowa I stopnia Ministra Edukacji Narodowej i Sportu[4]
- 2010: Tytuł „Prof. Universitas” nadany przez Obuda University[4]
- 2019: Krzyż Oficerski Orderu Odrodzenia Polski[8]

## Wybrane publikacje
W dorobku publikacyjnym K. Kozłowskiego znajdują się m.in.:
- Modelowanie i identyfikacja w robotyce (współautor wraz z P. Dutkiewiczem), wyd. Politechniki Poznańskiej, Poznań 1996, ISBN 83-7143-018-3
- Planowanie zadań i programowanie robotów (współautor wraz z P. Dutkiewiczem i W. Wróblewskim), wyd. Politechniki Poznańskiej, Poznań 1999, ISBN 83-7143-071-X
- Modelowanie i sterowanie robotów (współautor wraz z P. Dutkiewiczem i W. Wróblewskim), Wydawnictwo Naukowe PWN, Warszawa 2003, ISBN 83-01-14081-X
- Robot Motion and Control, wyd. Springer-Verlag London 2006, ISBN 978-1-84628-404-5
- Robotyka w Polsce, wyd. Politechniki Poznańskiej, Poznań 2006, ISBN 83-7143-215-1
- ponadto rozdziały w książkach i artykuły publikowane w takich czasopismach jak m.in. „International Journal of Applied Mathematics and Computer Science” oraz „Archive of Applied Mechanics”[10][11][12].